# Deir el-Medina

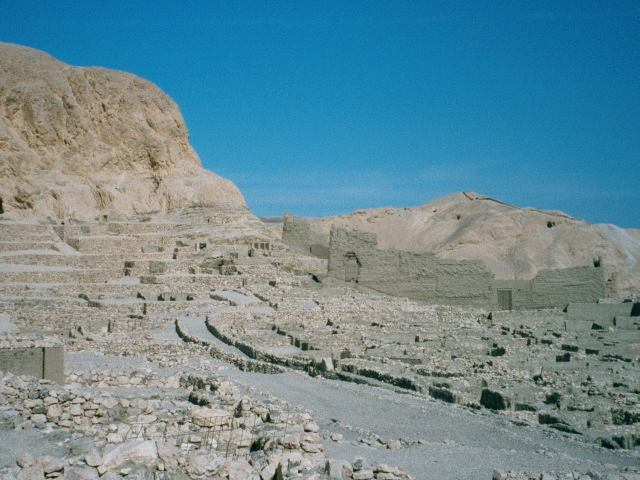
Ruiny osady

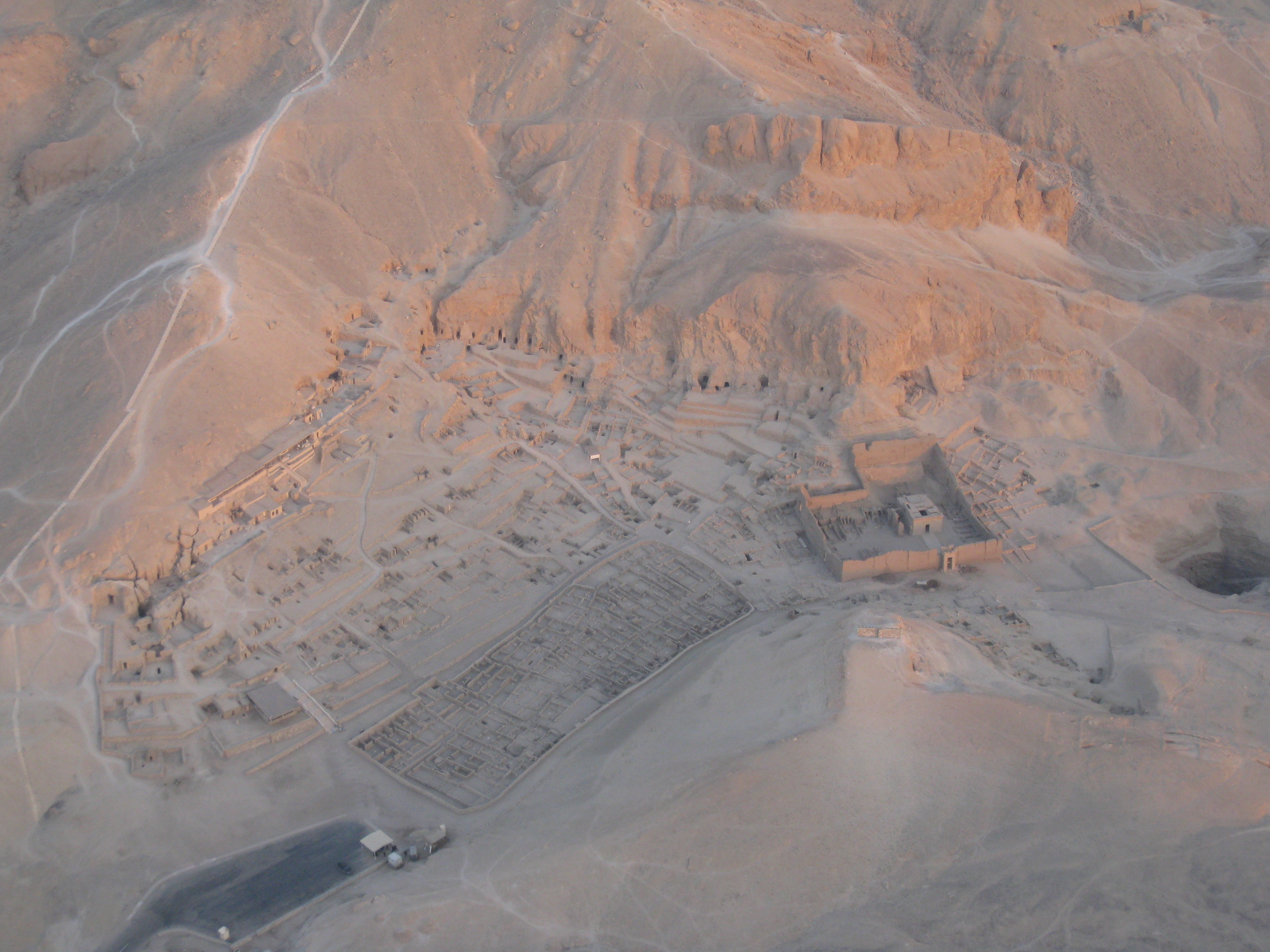
Widok z lotu ptaka na ruiny osady

Deir el Medina (Dajr al-Madina) – osada rzemieślników (budowniczych i artystów) tworzących królewskie grobowce w Dolinie Królów, istniejąca w starożytnym Egipcie w okresie Nowego Państwa, współcześnie stanowisko archeologiczne.

## Odkrycie i badania archeologiczne
Badacze historii i kultury starożytnego Egiptu okazjonalnie badali Deir el-Medina od I poł. XIX w., pozyskiwali też do muzeów i prywatnych kolekcji różne zabytki z tego stanowiska. Działali tu także miejscowi poszukiwacze zabytków zajmujący się handlem nimi. Pierwsze systematyczne badania naukowe na szeroką skalę tego stanowiska prowadził w latach 1922–1951 (z przerwą w czasie II wojny światowej) francuski archeolog Bernard Bruyère.

## Osada
Osada znajdowała się na zachodnim skraju Teb, w małym wadi na południowy zachód od Szeich Abd el Gurna. Funkcjonowała blisko 500 lat, z krótką przerwą w czasach trzech kolejno rządzących faraonów: Echnatona, Tutanchamona i Aja. Powstała w czasie panowania Totmesa I, a została opuszczona w okresie XXI dynastii. Później była niezamieszkana na stałe, choć czasami remontowano świątynie dawnej osady, ponadto na polecenie faraona Taharka zbudowano tu kaplicę Ozyrysa, a z rozkazu Ptolemeusza IV Filopatora w miejscu wcześniejszej świątyni Ramzesa II zaczęto wznosić nową świątynię, ostatecznie ukończoną za rządów Ptolemeusza XII. Z inicjatywy Juliusza Cezara zbudowano świątynię Izydy. Jedną ze świątyń przebudowano w V w n.e. na chrześcijański klasztor pw. św. Izydora, z czym wiąże się współczesna nazwa stanowiska (Deir el-Medina to po arabsku „klasztor miejski”), w bezpośredniej okolicy klasztoru osiedlali się też pustelnicy. W VII w. n.e. w efekcie zajęcia Egiptu przez Arabów życie w Deir el Medina całkowicie zanikło.
Główna część osady, zbudowana na planie prostokąta o bokach 131 × 50 m, otoczona była murem. Znajdowało się w niej 60, a później, po rozbudowie, 70 budynków mieszkalnych. Była wytyczona tylko jedna większa ulica. W czasie prosperity miejscowości istniało także do 50 domów na zewnątrz ogrodzonego obszaru. Osada składała się z małych domków, budowanych rzędami. Każdy miał podobny układ pomieszczeń, był parterowy, o ścianach w dolnej partii zbudowanych z kamienia łamanego, a powyżej z suszonej cegły. Za drzwiami wejściowymi znajdowała się komnata pełniąca głównie funkcję domowej kaplicy zdobiona malowidłami ze scenami religijnymi, następnie była większa i wyższa zdobiona komnata z jedną lub dwoma kolumnami podtrzymującym strop, wykorzystywana do bardziej reprezentacyjnych celów, np. podejmowania odwiedzających. Schody biegnące w dół prowadziły do piwnicy, gdzie przechowywano co bardziej wartościowe dobra rodziny. W dalszej kolejności w głąb domu był pokój lub pokoje prywatne, a na samym końcu ciągu niezadaszona lub przykryta matą roślinną kuchnia (z piecem) wraz z piwnicą gospodarczą. Na dachu pokoju prywatnego urządzano otwarty taras.
W osadzie znajdowała się również świątynia poświęcona protektorkom jej mieszkańców – boginiom Hathor i Maat.
W czasach funkcjonowania osada nazywała się w języku egipskim Set Maat, co oznacza „miejsce Prawdy”.

## Cmentarz
Rzeczą niespotykaną wśród innych rzemieślników w starożytnym Egipcie był królewski przywilej, nadający członkom społeczności prawo do budowy własnych grobowców w sąsiedztwie grobów królewskich. Podczas wykopalisk odkryto około 450 niedekorowanych i 53, zawierających zdobienia ścian, grobowców mieszkańców osady. Są wśród nich arcydzieła zawierające wspaniałe malowidła o tematyce mitologicznej i religijnej, między innymi w grobowcu Nebenmaat’a, przedstawiające Anubisa dokonującego „Otwarcia Ust” oraz boginię Nieba Nut, pojącą spragnione dusze Nebenmaat’a i jego żony.

## Społeczność Deir el-Medina
Deir el-Medina nie była dużą miejscowością, w zależności od fazy rozwoju mieszkało tu od 60 do maksimum 120 pracowników, a wraz z rodzinami i służbą w okresie szczytowego rozwoju (okres XIX dynastii) cała populacja przekraczała 1200 ludzi. Zamieszkiwana była przez zamkniętą społeczność, podlegającą bezpośrednio wezyrowi (w okresach, gdy było dwóch wezyrów – wezyrowi Górnego Egiptu). Ich życie i praca objęte było najwyższą tajemnicą. Żyli w izolacji względem reszty społeczeństwa egipskiego. Z drugiej strony, ponieważ rekrutowano do pracy przy grobach królewskich najlepszych rzemieślników mieli oni szereg przywilejów: wszelkie ich potrzeby zaspokajane były przez państwo, mieli własną szkołę, specjalnie dla nich pracowali rzemieślnicy wytwarzający wszelkie potrzebne przedmioty i produkty (m.in. piekarze, garncarze, tkacze, rolnicy), a także zatrudniani przez państwo służący pomagający w pracach w gospodarstwie domowym. W ramach wynagrodzenia przekazywano artykuły spożywcze (w tym napoje), oliwę do ciała, ubrania i tkaniny. Czasowy brak tych dostaw w okresie władania Ramzesa III stał się powodem strajku rzemieślników, co jest najstarszym znanym w dziejach ludzkości strajkiem.
Znaczna część rzemieślników i ich żon potrafiła czytać. W osadzie istniał lokalny sąd. Oprócz bogów ogólnoegipskich rozkwitał tu, ograniczony tylko do tej osady, kult własnych bóstw i niektórych postaci historycznych, np. faraona Amenhotepa I.
W osadzie panowała wysoka dyscyplina. Pracownicy podzieleni byli na dwie ekipy, które nieustannie wymieniały się przy pracy. Podczas gdy jedni pracowali, innym nie brakowało czasu na odpoczynek.

## Znaczenie badań archeologicznych w Deir el-Medina
Grimal określił znaczenie odkryć z tego stanowiska dla poznania życia ówczesnego Egiptu jako „ogromne”. Wynika to z następujących czynników:
- najlepiej zachowane założenie urbanistyczne starożytnego Egiptu[23],
- znalezienie około 200 zapisanych papirusów i wielu tysięcy zapisanych ostrakonów, na których zachowały się zarówno utwory literackie, jak i dokumenty oraz rachunki dokumentujące życie gospodarcze, społeczne i prawne osady egipskiej[7].